# NGC 3451
NGC 3451 este o galaxie spirală situată în constelația Leul Mic. A fost descoperită în 11 aprilie 1785 de către William Herschel. Se află la o distanță de 28,05 de megaparseci de Pământ.